# Karien Robbers
Karien Robbers (* 16. August 1993) ist eine niederländische Ruderin. Sie nahm im Zweier ohne Steuerfrau an den Olympischen Spielen 2016 teil. 2021 wurde sie Vizeeuropameisterin im Achter.

## Karriere
Robbers begann ihre Karriere beim Ruderverein Die Leythe in Leiden. Ihr internationales Debüt gab sie bei den Junioren-Weltmeisterschaften 2010, wo sie im Vierer ohne Steuerfrau den achten Platz belegte. Ein Jahr später gewann sie bei den Junioren-Weltmeisterschaften die Silbermedaille im Doppelvierer mit Anne Fischer, Kirsten Lanz und Ilse Paulis. In ihrem ersten Jahr im U23-Bereich konnte sie zusammen mit Rosa Bas, Yvonne Janse, Marja Haagsma, Jenny De Jong, Lies Rustenburg, Monica Lanz, Kyra De Vries und Evi van der Graaf die Bronzemedaille im Achter bei den U23-Weltmeisterschaften in Trakai gewinnen. Im Jahr 2013 trat sie in zwei Bootsklassen an, im Achter belegte sie den sechsten Platz, im Doppelvierer den siebten Platz. 2014 schied sie im Vierer ohne Steuerfrau nach dem Vorlauf aus dem Wettbewerb aus. Bei den U23-Weltmeisterschaften 2015 saß sie wieder im Achter, mit dem sie Platz fünf erreichte.
2016 startete sie in Varese erstmals im Ruder-Weltcup. Beim ersten Weltcup der Saison belegte sie im Einer den vierten Platz im C-Finale und damit insgesamt den 16. Platz. Bei der anschließenden Europameisterschaft konnte sie sich für das B-Finale qualifizieren. Dieses beendete Robbers auf dem sechsten und letzten Platz, womit sie 12. wurde. Danach wechselte sie in den Doppelzweier mit Lisa Scheenaard. Gemeinsam versuchten sie den Doppelzweier bei der Finalen Qualifikationsregatta für die Olympischen Spiele 2016 zu qualifizieren. Nachdem sie sich über Vor- und Hoffnungslauf für das A-Finale qualifiziert hatten, musste Robbers aus gesundheitlichen Gründen leider für das Finale abgemeldet werden. Mit der für sie eingesetzten Marloes Oldenburg belegte der Doppelzweier dann den fünften Platz, der nicht für die Qualifikation ausreichte. Beim zweiten Weltcup in Luzern wurde sie dann wieder im Riemenrudern eingesetzt. Zusammen mit Aletta Jorritsma ging sie im Zweier ohne Steuerfrau an den Start. Die beiden Niederländerinnen erreichten im C-Finale den dritten Platz und damit am Ende Platz 15. Danach bestritt sie mit Heleen Boers, die bei der Europameisterschaft mit Jorritsma im Zweier ohne gefahren war, den dritten Weltcup in Posen. Dieses Mal gelang es ihr das B-Finale zu erreichen, wo sie als fünfte ins Ziel fuhren und den Wettbewerb auf Platz 11 beendeten. Die Verantwortlichen entschieden sich aber trotzdem dafür, dass Robbers und Jorritsma im Zweier ohne bei der olympischen Ruderregatta an den Start gehen dürfen, diese Bootsklasse hatte die Niederlande mit dem neunten Platz bei der Weltmeisterschaft 2015 schon frühzeitig qualifiziert. Bei den Olympischen Spielen verpassten sie es sich für das Halbfinale der besten 12 Boote zu qualifizieren. Das C-Finale konnten sie dann aber gewinnen, so dass sie am Ende Dreizehnte wurden.
Nach den Olympischen Spielen konzentrierte sie sich erstmal auf ihr Studium. Sie machte einen Master in Gesundheitswissenschaften mit Spezialisierung auf Infektionskrankheiten. 2019 kehrte sie in die Nationalmannschaft zurück und belegte mit dem niederländischen Achter den vierten Platz bei den Europameisterschaften. Ihre erste internationale Medaille im Spitzenbereich gewann sie mit dem niederländischen Achter bei den Europameisterschaften 2020 in Posen, wo sie zusammen mit Elsbeth Beeres, Maartje Damen, Dieuwertje den Besten, Tessa Dullemans, Hermijntje Drenth, Tinka Offereins, Aletta Jorritsma und Dieuwke Fetter den dritten Platz belegte. Bei den Europameisterschaften 2021 ging sie mit Elsbeth Beeres, Nika Vos, Dieuwertje den Besten, Marloes Oldenburg, Hermijntje Drenth, Tinka Offereins, Aletta Jorritsma und Dieuwke Fetter wieder im niederländischen Achter an den Start. Hinter dem Boot aus Rumänien konnten die Niederländerinnen die Silbermedaille gewinnen. Im Mai 2021 ging sie mit dem niederländischen Achter bei der Finalen Qualifikationsregatta für die Olympischen Spiele 2020 in Luzern an den Start. Mit dem vierten Platz konnten sie sich aber nicht für die Ruderregatta bei den Olympischen Spielen qualifizieren.
Ihre Eltern Josephine Compaan und Robert Robbers waren ebenfalls Ruderer und nahmen an Olympischen Spielen teil.
Ihr Bruder Freek Robbers ist auch Ruderer und gewann mit dem niederländischen Achter die Silbermedaille bei den Europameisterschaften 2018.

## Internationale Erfolge
- 2010: 8. Platz Junioren-Weltmeisterschaften im Vierer ohne Steuerfrau
- 2011: Silbermedaille Junioren-Weltmeisterschaften im Doppelvierer
- 2012: Bronzemedaille U23-Weltmeisterschaften im Achter
- 2013: 7. Platz U23-Weltmeisterschaften im Doppelvierer
- 2013: 6. Platz U23-Weltmeisterschaften im Achter
- 2015: 5. Platz U23-Weltmeisterschaften im Achter
- 2016: 12. Platz Europameisterschaften im Einer
- 2016: 13. Platz Olympische Spiele im Zweier ohne Steuerfrau
- 2019: 4. Platz Europameisterschaften im Achter
- 2020: Bronzemedaille Europameisterschaften im Achter
- 2021: Silbermedaille Europameisterschaften im Achter